# Nader och Simin – En separation
Nader och Simin – En separation (persiska جدایی نادر از سیمین Jodái-e Náder az Simin) är en iransk dramafilm från 2011, regisserad av Asghar Farhadi. I rollerna ses bland andra Leila Hatami, Peyman Moaadi, Shahab Hosseini, Sareh Bayat och Sarina Farhadi. 

## Handling
Nader och Simin har varit gifta i fjorton år och bor tillsammans med sin elvaåriga dotter Termeh i Teheran. De hör till den övre medelklassen och Simin vill emigrera, något som Nader inte vill. Han oroar sig för sin far, som lider av Alzheimers. Eftersom Nader vill bo kvar i Iran ansöker Simin om skilsmässa.
Domstolen avslår ansökan, men Simin flyttar då från familjen, hem till sina föräldrar. Nader anställer Razieh, en ung, gravid och djupt religiös kvinna att ta hand om fadern. Hon har sökt detta arbete utan att fråga sin make om lov, vilket hon skulle ha gjort enligt traditionen. De är dock skuldsatta och i behov av pengarna så hon tar med sig sin dotter till arbetet. Vid ett tillfälle upptäcker hon att den gamle mannen vandrat iväg till ett tidningsstånd på andra sidan gatan.
Nader och Termeh upptäcker en dag den gamle mannen medvetslös på golvet, fastbunden med den enda handen i sängen. Nader och Razieh grälar och Razieh faller i trappan på väg ut. Hon får missfall och Nader anklagas för att ha orsakat det, något som skulle kunna ge honom 1-3 års fängelse, om han känt till att hon varit gravid. Raziehs make Houjat är aggressiv och konfronterar Nader, hans familj och Termehs lärare. Nader får reda på att anledningen till att Razieh var frånvarande den dagen då hans far låg fastbunden, var att hon varit hos läkare. Nader misstänker att Houjat kanske misshandlat sin maka och att det kanske är anledningen till att Razieh fick missfall. Det visar sig även att hon blivit påkörd av en bil, när hon skyddat Naders far, något som kan ha varit anledningen till missfallet. 
Simin föreslår att man betalar Razieh och Houjat, något som Nader anser skulle vara ett sätt att erkänna sin skuld. Han gör det motvilligt, men endast om Razieh svär på Koranen att det var hans agerande som ledde till missfallet. Hon klarar inte att göra det och inga pengar betalas ut.
Familjedomstolen beviljar skilsmässan och frågar Termeh vilken av föräldrarna som hon vill bo hos, men hon ber domaren att föräldrarna ska vänta utanför salen då hon avslöjar det, vilket gör att det inte avslöjas för tittarna.

## Medverkande
| Leila Hatami        | – Simin         |
| Peyman Moaadi       | – Nader         |
| Shahab Hosseini     | – Houjat        |
| Sareh Bayat         | – Razieh        |
| Sarina Farhadi      | – Termeh        |
| Ali-Asghar Shahbazi | – Naders far    |
| Shirin Yazdanbakhsh | – Simins mor    |
| Kimia Hosseini      | – Somayeh       |
| Merila Zarei        | – miss Ghahraei |

## Mottagande
Filmen har fått ett gott mottagande över hela världen. Den uppnår rankingen 99% på Rotten Tomatoes, baserat på 111 recensioner, samt "metascore" på 95 på Metacritic, baserat på 38 recensioner, vilket gör den till den film under 2011 som fått bäst recensioner.
Den har belönats med många olika filmpriser för bästa utländska film, däribland Guldbjörnen, Guldbaggen och Golden Globe. Den utsågs även till Bästa icke-engelskspråkiga film vid Oscarsgalan 2012 och var utöver det även nominerad för Bästa originalmanus.